# José D’Andrea
José Luis D’Andrea Mohr (ur. 26 listopada 1915) – argentyński szermierz. Reprezentant kraju podczas igrzysk olimpijskich w Londynie i igrzysk olimpijskich w Helsinkach.
W Londynie wystąpił tylko w turnieju drużynowym szablistów, w którym zajął 5. miejsce. W Helsinkach wystąpił zarówno w turnieju drużynowym jak i indywidualnym szablistów, w obu doszedł do drugiej rundy